# 七塔寺
七塔寺（しちとうじ）は、中華人民共和国浙江省寧波市鄞州区にある仏教寺院。又の名は七塔報恩禅寺という。天童寺、阿育王寺、延慶観宗寺と並んで「浙東仏教の四大叢林」と称される。

## 歴史
七塔寺は、唐代の大中12年（858年）に浙江寧波に建設され。開山祖師は心鏡（蔵奐）禅師。当時は東津禅院と称した。咸通2年（861年）、唐懿宗から、「栖心寺」の名を賜った。
宋代の大中祥符元年（1008年）、宋真宗から「崇寿寺」の額を賜った。政和8年（1118年）、宋徽宗が道士の林霊素の惑、崇ファン道教、仏教寺院に改めない旨を道観、「神霄玉清万寿宮」と改称。宣和2年（1120年）、「栖心崇寿寺」と復名。
明代の洪武20年（1387年）、千手千眼観音菩薩像供え。同年、朱元璋から、「補陀寺」の名を賜った。永楽の時、『永楽大典』の釈教総裁の高僧祖芳道聯禅師が住職となっていた。永楽22年（1424年）、住持の汝慶建立円通宝殿。宣徳7年（1432年）、住職の永詵建立毗盧閣。天順2年（1458年）、住職の文彬建立蔵経宝閣、大悲弥陀殿、廊廡等。嘉靖の時（1522年—1565年）、十王殿を建立。
清代の順治年間（1644年—1661年）、方丈殿を建立。康熙年間（1662年—1722年）、寺院の仏殿、山門、鐘楼等を再建。康熙21年（1682年）、大悲殿を建立。住職の超育建立云来庵塔院。「七塔寺」と改称。咸豊11年（1861年）、太平天国の乱の火難で、寺は全焼した。同治10年（1871年）、寧波江東の迎春弄と周文学が資金を募り全面重建し、大仏殿、山門等を再建。七塔寺は元天童寺住職の慈運長老が光緒16年（1890年）に寺衆と当地仏教徒の推戴を受けて住持となった。慈運長老は天王殿、三聖殿、中興祖堂、蔵経楼、法堂、禅堂、念仏堂、雲水堂、鐘楼、七仏塔を修復しており、千手千眼観音菩薩像は慈運長老によって建立された。光緒21年（1895年）、光緒帝から「報恩寺」の額を賜った。
中華民国の時、覚円和尚が住職となっていた。
1966年、毛沢東が文化大革命を発動し、寺院の宗教活動は中止に追い込まれた。紅衛兵により對寺廟などの宗教施設が徹底的に破壊された。1980年より後、地元政府は寺院を修復する。1983年、中華人民共和国国務院は仏寺を漢族地区仏教全国重点寺院に認定した。1993年より後、可祥法師は山門、円通宝殿、三聖殿、鐘楼、総合楼を修復しており、文化財陳列室、鼓楼、は可祥法師によって建立された。2011年1月7日、浙江省人民政府は仏寺を浙江省文物保護単位に認定した。

## 伽藍
伽藍七堂制。
山門：山門の額「七塔禅寺」に趙朴初が書いた作品がある。
天王殿：「天王殿」の殿額に杭州出身の書家余德明が書いた作品がある。橫額の「七塔寺」に沙孟海が書いた作品がある。外殿の殿額「三洲感應」に啓功が書いた作品がある。
円通宝殿：清代光緒年間の五百羅漢像
鐘楼：南宋紹興4年の大銅鐘。
三聖殿
蔵経楼：『龍蔵』一部。竹紙方册線装日本卍字正續蔵経一部。中華民国の時の影印『宋磧砂蔵』一部、宣紙横册線装。鉛字排印、硬封面日本『大正新脩大蔵経』一部。サンスクリット貝葉経一束。
祖堂：開山祖師の心鏡（藏奐）禅師の舎利塔。

## 重要文化財
- 開山祖師の心鏡（蔵奐）禅師の舎利塔、「唐敕賜心鏡禅師真身舎利塔」などを刻んで。

- 宋代大銅鐘両口、各重さ七、八千斤、別れは南宋の紹興4年（1134年）と嘉定11年（1218年）鋳造。

- 清代の雍正13年（1735年）刻印、光緒帝贈与『龍蔵』一部。

- サンスクリット貝葉経一束

- 清代の光緒年間の石刻五百羅漢像

## 主な住僧
- 心鏡（蔵奐）禅師（790年—866年、馬祖道一の法孫）[1]
- 溥常長老（1866年—？）
- 常西上人（1868年—1936年）
- 智円上人（1873年—？）
- 慈運長老（中興祖師）
- 円瑛（1878年—1953年）
- 月西法師（1915年—1993年）
- 明暘長老